# Denilson Geraldo
Denilson Geraldo, S.A.C. (Cornélio Procópio, 31 de maio de 1969) é um prelado brasileiro da Igreja Católica, bispo auxiliar de Brasília.

## Biografia
Completou seus estudos de seminário em Curitiba-PR, onde frequentou o curso de Filosofia na Pontifícia Universidade Católica do Paraná (PUCPR) e o curso de Teologia no Studium Theologicum. Obteve licença em Direito Canônico no Instituto de Direito Canônico Pe. Benito Giuseppe Pegoraro em São Paulo e depois o doutorado na Pontifícia Universidade Lateranense em Roma.
Em 4 de fevereiro de 1990, fez sua profissão religiosa na Sociedade do Apostolado Católico e foi ordenado padre em 6 de julho de 1997.
Foi vigário paroquial e depois administrador paroquial de Santa Bibiana em Martinópolis (1997-1999); pároco de São João Batista em São Paulo (1999-2007) e vigário paroquial e depois administrador paroquial de Santo Antônio de Lisboa em São Paulo (2010-2016).
Foi também juiz do Tribunal Eclesiástico Arquidiocesano de São Paulo, professor na Pontifícia Universidade Católica de São Paulo (PUC-SP), na Faculdade de Direito Canônico São Paulo Apóstolo em São Paulo, no Instituto de Direito Canônico de Santa Catarina em Florianópolis e no Instituto de Direito Canônico de Londrina.
Dentro de sua sociedade de vida apostólica, foi secretário e conselheiro provincial da Província de São Paulo, membro e depois presidente da Comissão Jurídica Internacional e diretor do Instituto São Vicente Pallotti em Roma. De 2016 a 2022 foi membro do Conselho Geral em Roma.
Em 25 de janeiro de 2023, o Papa Francisco o nomeou como bispo auxiliar de Brasília, concedendo o título de bispo titular de Lamsorti. Foi consagrado em 15 de abril do mesmo ano, na Catedral Cristo Rei de Cornélio Procópio, por Júlio Endi Akamine, S.A.C., arcebispo de Sorocaba, coadjuvado pelos cardeais Paulo Cezar Costa, arcebispo de Brasília e Odilo Scherer, arcebispo de São Paulo.